# Utimma
Utimma (łac. Diocesis Utimmensis) – stolica historycznej diecezji w Cesarstwie rzymskim w prowincji Afryka Prokonsularna, sufragania metropolii Kartagina. Współcześnie w Tunezji. Obecnie katolickie biskupstwo tytularne.

## Biskupi tytularni
| Lp. | Biskup                | Funkcja                                       | Od               | Do             |
| --- | --------------------- | --------------------------------------------- | ---------------- | -------------- |
| 1   | Paul-Marie Rousset    | biskup pomocniczy Lyonu (Francja)             | 24 stycznia 1966 | 23 lutego 1971 |
| 2   | Jean Rémond           | biskup pomocniczy Mission de France (Francja) | 6 maja 1975      | 21 lutego 2009 |
| 3   | Theodorus van Ruijven | wikariusz apostolski Nekemte (Etiopia)        | 23 lipca 2009    |                |